# Trùm ma túy
Trùm ma túy, (tiếng Anh: drug lord, kingpin hoặc narcotrafficker) là một trùm tội phạm cấp cao, người kiểm soát một mạng lưới khá lớn của những tội phạm liên quan đến buôn bán ma túy bất hợp pháp. Những ông trùm như vậy thường rất khó để đưa ra trước pháp luật, vì các ông trùm thường không trực tiếp sở hữu một thứ gì đó bất hợp pháp, và được cách ly khỏi việc buôn bán ma túy, vốn do nhiều lớp người dưới quyền thực hiện. Do đó, việc truy tố các trùm ma túy thường là kết quả của việc xâm nhập vào băng đảng ma túy được lên kế hoạch cẩn thận, thường sử dụng người cung cấp thông tin từ bên trong các tổ chức này.

## Các trùm ma túy khét tiếng

### Joaquín "El Chapo" Guzmán
Theo Cơ quan Thực thi Ma túy Hoa Kỳ (DEA). Guzmán nổi tiếng với việc sử dụng các đường hầm tinh vi, giống như đường hầm ở Douglas, Arizona, để buôn lậu cocaine từ Mexico vào Hoa Kỳ vào đầu những năm 1990. Năm 1993, một lô hàng cocaine nặng 7,3 tấn, được giấu trong những hộp hạt tiêu ớt và xuất khẩu tới Hoa Kỳ, đã bị thu giữ tại Tecate, Baja California. Cùng năm đó, Guzmán may mắn thoát khỏi một cuộc phục kích của Tijuana Cartel do Ramon Arellano Felix và các tay súng của ông trùm này chỉ huy. Sau khi bị bắt ở Guatemala, Guzmán bị tống giam vào năm 1993 và năm 1995, anh ta được chuyển đến nhà tù an ninh tối đa tên là Puente Grande, nhưng đã trốn khỏi nhà tù bằng cách trốn trong một chiếc xe tải giặt ủi khi nó lái xe qua cổng. Vào ngày 22 tháng 2 năm 2014, Guzmán lại bị bắt. Ông được coi là một anh hùng dân tộc trong thế giới ma tuý, với các bài hát được nhạc sĩ viết để ca tụng và thực hiện một narcocorridos (chương trình ca nhạc ma túy) tán dương những chiến công của Guzmán. Ví dụ, Los Traviezos đã ghi lại một bản ballad kể về cuộc sống của ông trùm trên đường chạy trốn. Vào tháng 7 năm 2015, Guzman đã trốn thoát lần thứ hai từ một nhà tù an ninh tối đa thông qua một lỗ trên sàn nhà tắm dẫn đến một đường hầm dài hàng dặm, kết thúc tại một ngôi nhà gần đó. Một cuộc săn lùng quy mô lớn đã diễn ra để tìm kiếm Guzmán. Vào ngày 8 tháng 1 năm 2016, Guzmán đã bị Thủy quân lục chiến Mexico bắt giữ.